# Сервия
Сѐрвия, известен и с турската форма на името Серфидже или Селфидже (на гръцки: Σέρβια; на турски: Serfice, Серфидже), е малък град в Република Гърция, център на дем Сервия в област Западна Македония.

## География
Градът е разположен на 430 m надморска височина, в западното подножие на Шапка (Титарос) на десния бряг на Бистрица (Алиакмонас).

## История

### Средновековие
В 989 година при управлението на цар Самуил Сервия е присъединена към България, но в 1002 година император Василий II си връща крепостта, въпреки упоритата съпротива на коменданта ѝ Никулица.
В началото на XI век Сервия става център на една от епархиите на Охридската архиепископия. През следващите векове, заедно с Берската епархия, епархията е предмет на спорове между Охридската и Цариградската църква и многократно преминава от едната към другата.
Бившата епископска църква Базиликата на оглашените е от X, църквата „Св. св. Теодор Тирон и Теодор Стратилат“ е от втората половина на XI век, а „Свети Безсребреници“ е от XI – XII век.

### В Османската империя
В 1528 година Сервия има 1075 домакинства с 4838 жители.
Гръцкият просвещенец Атанасиос Псалидас пише в своята „География“ (1818 - 1822):
| „ | Сервия, малък град, който се населява от турци и малко гърци. | “ |

Александър Синве („Les Grecs de l’Empire Ottoman. Etude Statistique et Ethnographique“), който се основава на гръцки данни, в 1878 година пише, че в Сервия (Servia) живеят 1200 гърци.
„Населението въ Сервия е повечето турско, има 100 гръцки и 50 аромѫнски фамилии, дошли тукъ отъ Влахо-Ливадонъ и отъ изоставеното село Неохори. За забѣлезвание е тука, че и гърцитѣ говорятъ аромѫнски или поне го разбиратъ и то се обяснява съ туй, че като по-бѣдни, усланятъ се на аромѫнете.“
На Етнографската карта на Битолския вилает на Картографския институт в София от 1901 година Селфидже (Сервия) е град, център на Серфидженската каза и Серфидженския санджак с 665 къщи, от които 290 къщи гръцки, 305 къщи турски, 50 къщи албански мюсюлмански и 20 къщи помашки (гръцки
мохамедански).
Според статистика на Серфидженския санджак на гръцкото консулство в Еласона от 1904 година в Сервия (Σέρβια) живеят 1000 гърци елинофони, 250 гърци влахофони, от които нито един румънеещ се, и 2000 турци.

### В Гърция
През октомври 1912 година, по време на Балканската война, гръцките войски нанасят поражение на османските сили в сражението при Сарандапоро, южно от Сервия. В града влизат гръцки част и след Междусъюзническата война в 1913 година Сервия остава в Гърция.
В 1922 година мюсюлманското население на Сервия се изселва и в градчето са заселени гърци бежанци. В 1928 година Сервия е смесено местно-бежанско селище с 290 бежански семейства и 1112 жители бежанци.
| Име                   | Име         | Ново име    | Ново име    | Описание                                                         |
| --------------------- | ----------- | ----------- | ----------- | ---------------------------------------------------------------- |
| Треблики или Треплики | Τρεμπλίκι   | Амбелия     | Άμπέλια     | местност на СЗ от Сервия                                         |
| Булсико               | Μπουλσίκο   | Просилиакон | Προσηλιακόν |                                                                  |
| Табак баир            | Ταμπά Μπαΐρ | Синорон     | Σύνορον     | възвишение на ССЗ от Сервия по десния бряг на Бистрица (332,6 m) |
| Янозлу                | Γιανοζλοϋ   | Амудес      | Άμμοΰδες    | местност на СЗ от Сервия по десния бряг на Бистрица              |
| Борандза              | Μποράντζα   | Потамия     | Ποταμιά     | местност на С от Сервия на десния бряг на Бистрица               |
| Махмут                | Μαχμούτ     | Стратопедон | Στρατόπεδον | извор на ССИ от Сервия                                           |

| Година    | 1913 | 1920 | 1928 | 1940 | 1951 | 1961 | 1971 | 1981 | 1991 | 2001 | 2011 | 2021 |
| --------- | ---- | ---- | ---- | ---- | ---- | ---- | ---- | ---- | ---- | ---- | ---- | ---- |
| Население | 2918 | 2907 | 3250 | 3236 | 4241 | 4132 | 3834 | 3369 | 3019 | 3437 | 2980 | 3410 |

## Личности
Сред известните жители на Сервия през средновековието е Теодора Петралифина, византийска аристократка от XIII век, канонизирана за светица от православната църква като Света Теодора Артенска. Григорий Кондарис е гръцки учен от XVII век, епископ на Сервия и Кожани. Дионисий Папаянусис е духовник от XVIII-XIX век, епископ на Буда. Сервия е родното място на гръцки революционер от XIX век Зисис Сотириу и на турския генерал от XX век Наджи Тъназ.